# Люксембургіанство

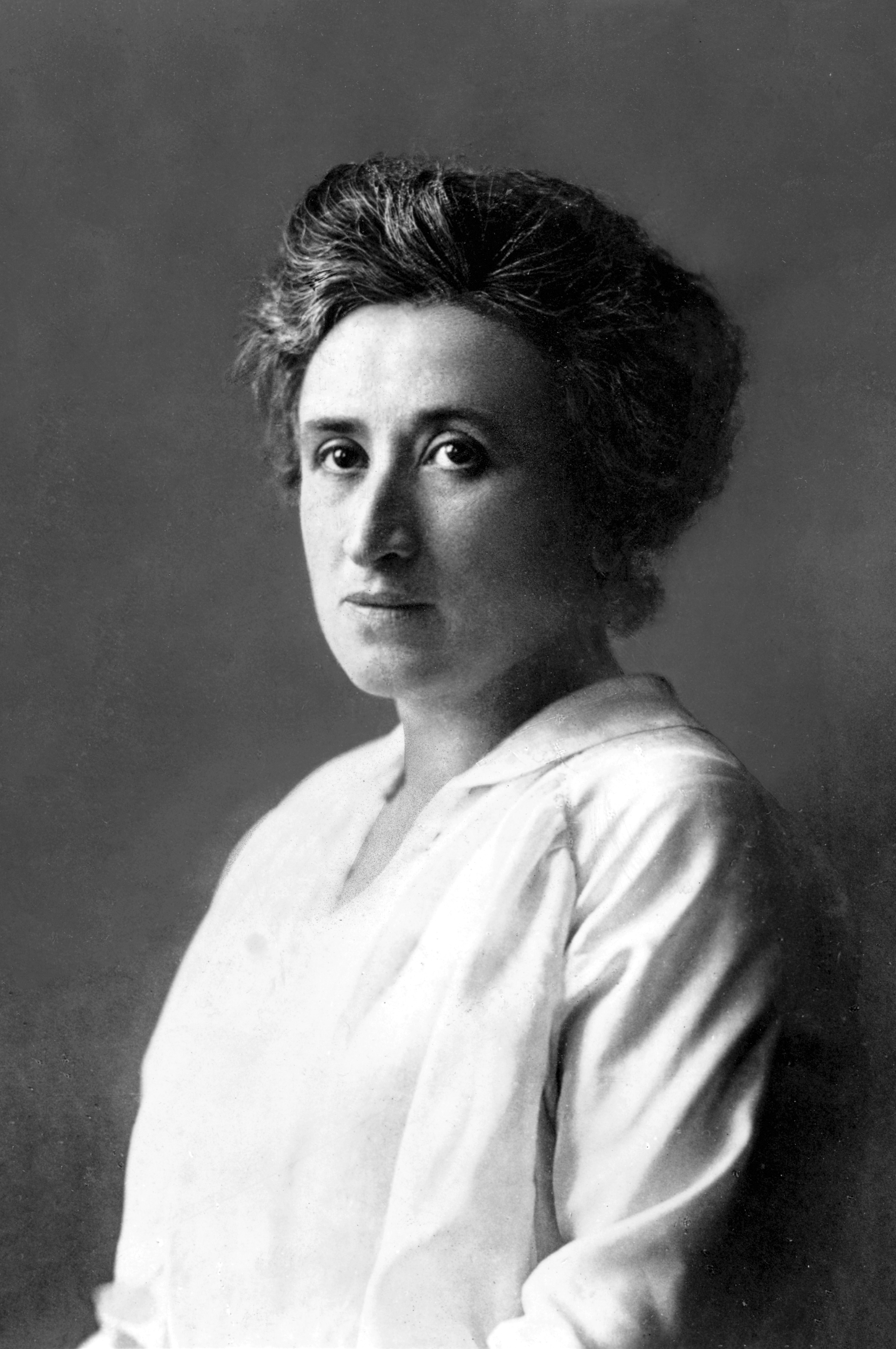
Роза Люксембург

Люксембургіанство, люксембургізм — революційно-марксистська течія в соціал-демократичному, а потім — в комуністичному русі, що протистояла з одного боку пробуржуазній політиці ревізіоністської соціал-демократії, а з іншого — тоталітарно-авторитарним напрямкам в комунізмі. Його засновником була німецька радикальна соціалістка Роза Люксембург.
Люксембургісти заперечували авторитаризм і партійну диктатуру, вони вважали, що комуністична партія може прийти до влади тільки в результаті виборів до Рад. «Партія не над Радами, а в них» — один з принципів люксембургіанства. На думку люксембургістів, соціалізм невіддільний від соціалістичної демократії як політичної системи соціалістичної держави. Люксембургісти були послідовними захисниками цивільних прав і демократичних свобод. Політична свобода, на їхню думку, повинна забезпечуватися краще, а не гірше, ніж в буржуазних державах. Політична свобода і соціалізм для них були речами нероздільними.
Люксембургізм знайшов свій подальший розвиток в комунізмі робітничих рад.
Сама Роза Люксембург наполягала, що жодних «люксембургіанців» нема і не повинно бути.